# Шок (медицина)
Шок — гострий патологічний стан, що виникає через невідповідність перфузії потребам тканин та може призводити до смерті. Характеризується синдромом поліорганної недостатності — зростальним пригніченням усіх життєвих функцій організму: діяльності центральної та вегетативної нервовових систем, кровообігу, дихання, обміну речовин, функцій печінки та нирок.

## Етіологія
Виникнення шоку пов'язано з тим, що в організмі наявний обмежений об'єм крові, яка циркулює в певному обсязі судин, здатних розширюватися і звужуватися. Виділяють такі причини виникнення шокового стану:
- Різке зменшення об'єму крові (крововтрата);
- різке збільшення обсягу судин (розширення судин у відповідь на сильний біль, гіпоксію, потрапляння алергену) джерело? 2017.12.12;
- нездатність серця виконувати покладену на нього роботу (гострий інфаркт міокарда, забій серця при падінні, «перегинання» серця при напруженому пневмотораксі).

Тобто, іншими словами, шок — це стан організму, при якому він раптово стає нездатний забезпечити свої потреби в кровообігу.

## Прояви шоку
- Знижений кров'яний тиск аж до повної його відсутності;
- почастішання пульсу понад 90 ударів на хвилину, пульс стає слабким, «м'яким», «ниткоподібним»;
- почастішання дихальних рухів: людина в спокої дихає так, ніби виконує навантаження;
- різка слабкість: людина не в змозі рухатися, іноді — навіть вимовляти слова;
- блідість шкіри: вона набуває блідо-жовтого або блідо-синюватого відтінку;
- відсутність сечі (анурія);
- різний ступінь порушення свідомості аж до втрати; відсутність реакції на біль.

Шок далеко не завжди призводить до швидкої смерті: частіше він розвивається поступово — протягом хвилин, десятків хвилин або навіть декількох годин. При цьому перераховані симптоми проявляються і прогресують в наведеному вище порядку. Слід розуміти: на чим-більш ранній стадії надано медичну допомогу, тим більше шансів врятувати людину. Якщо потерпілий вже без свідомості і не реагує на біль, то врятувати його в екстремальних умовах практично неможливо.
Також слід враховувати те, що шок може бути спричинений кількома факторами одночасно: наприклад, при травмі відбувається і втрата крові, і розширення судин через вкрай сильний біль; або виникає пневмоторакс із зміщенням серця і аорти, і виникає внутрішня кровотеча. У таких ситуаціях шанси врятувати людину в умовах гір також практично нульові, але швидке транспортування такого потерпілого до лікарів значно підвищує шанси на виживання.

## Класифікація
У залежності від причини розрізняють:
- Гіповолемічний шок
  - геморагічний шок
  - травматичний шок
  - опіковий шок
  - холодовий шок
- Кардіогенний шок
- Перерозподільний або дистрибутивний шок
  - анафілактичний шок
  - септичний шок (токсико-інфекційний шок)
  - гемотрансфузійний шок
  - нейрогенний шок
- Позасерцевий обструктивний шок
- Поєднаний шок (комбінований)

Виділяють також окремо Ендокринний шок (тиреотоксичний криз, гіпотиреоїдний шок, гостра надниркова недостатність), однак за механізмами виникнення це поєднані шоки.
За клінічним перебігом:
- Легкий
- Середній
- Тяжкий

Для визначення ступеня шоку, окрім клінічних даних, можна використовувати розрахунковий метод, наприклад за шоковим індексом.

## Гіповолемічний шок
спричинений значною втратою об'єму циркулюючої крові (ОЦК), що може бути зумовлено кровотечею або іншими причинами.
- Геморагічний шок зумовлений власне крововтратою. Окремі його випадки:
  - травми (травматичний шок),
  - шлунково-кишкова кровотеча (виразкова хвороба, кровотеча з пухлини), кровотеча з розширених вен стравоходу при портальній гіпертензії.
  - масивні менструальні кровотечі.
- Негеморагічний шок через:
  - втрату рідини з шлунково-кишкового тракту (блювання та діарея, наприклад при холері, тяжкому сальмонельозі, деяких харчових отруєннях, ротавірусній інфекції у дітей, тощо);
  - поліурію — значне сечовиділення (цукровий діабет, вживання діуретиків, нецукровий діабет);
  - втрату рідини в «третій» простір, що не обмінюється рідиною ні з внутрішньоклітинним, ні з позаклітинним простором: підшкірну клітковину при опіках, сибірці, просвіт шлунково-кишкового тракту при гострій кишковій непрохідності), позаочеревинний простір при гострому панкреатиті;
  - втрати рідини з випаровуванням (гарячка, опіковий шок), які не встигають компенсувати. Цю причину особливо часто спостерігають у дітей, тому що в них більше співвідношення площі до маси тіла.

## Кардіогенний шок
виникає при первинному зниженні насосної функції серця:
- гострий інфаркт міокарда;
- міокардит;
- кардіоміопатія;
- клапанна патологія;
- контузія серця;
- порушення ритму;
- аневризма серця.

## Перерозподільний або дистрибутивний шок
зумовлений відносною невідповідністю об'єму циркулюючої крові і судинного русла (через розширення судин нормально об'єму крові стає недостатньо)
- анафілактичний чи анафілактоїдний шок;
- септичний шок[3]
- гемотрансфузійний шок
- нейрогенний шок (спінальна травма — тяжке ураження спинного мозку, але не спінальний шок);
- отруєння чи передозування певними препаратами, що розширюють судини.

## Позасерцевий обструктивний шок
розвивається через екстракардіальні перепони кровотоку:
- тампонада перикарда (важливішою є швидкість накопичення рідини в просторі перикарду, аніж її кількість),
- напружений пневмоторакс,
- аортальний стеноз — звуження аортального отвору серця,
- тромбоемболія легеневої артерії.